# 鴨綠江站
鴨綠江站（韓語：압록강역）是朝鮮民主主義人民共和國平安北道朔州郡水丰劳动者区的一個鐵路車站，属于鴨綠江線。

## 邻近车站
鴨綠江線
富丰站 - 鴨綠江站